# Андхака
Андхака (санскр. अन्धक, IAST: Andhaka, дословно — «слепой») — персонаж индуистской мифологии, тысячеглавый и тысячерукий асура, получивший прозвище «Андхака» из-за своей походки (спотыкающейся, как у слепого). О происхождении и биографии Андхаки существует несколько версий.
Согласно одной версии, Андхака был сыном Кашьяпы и Дити и был убит Шивой, когда пытался похитить с неба Индры (Сварги) священное дерево Париджату. После смерти Андхаки из его крови возникли демонические существа — андхаки, которых Шива истребил с помощью шакти (Харивамша II 145—146; Матсья-пур 179 2—40; 252 5—19).
Согласно другой версии, Андхака был сыном самого Шивы и родился слепым, поскольку в момент его рождения Парвати закрыла Шиве глаза ладонями. Затем Андхака был усыновлён асурой Хираньякшей и враждовал с богами, но однажды, подхваченный Шивой на трезубец, очистился от злых помыслов и стал его приверженцем.